# 飯原成美
飯原 成美（いいはら なるみ、1995年12月26日- ）は、東京都出身の子役。ファイブ☆エイト所属。

## テレビ
- 光とともに…（2004年、NTV）成美 役
- indian summer（2004年）紺野千春（幼少期） 役
- ウルトラマンマックス　第10話（2005年、CBC/TBS）
- 火垂るの墓（2005年、NTV）澤野ゆき（幼少期） 役
- 不機嫌なジーン（2005年、CX）蒼井仁子（少女時代） 役
- 奇跡の動物園〜旭山動物園物語〜（2006年、CX）

## Vシネマ
- フィルムフィルムズ恐怖のシネマ（2005年）ユキ 役

## CF
- パナソニック「panasonicオリンピック」（2004年）
- ミツカングループ「金のつぶ」（2004年）
- イオン「ランドセル」（2004年）
- ファミリーマート（2006年）

## スチール
- 三越「七五三」（2004年）

## VP
- 「東京ディズニーランド」（2004年）

## その他
- インターネットドラマ「if」（2004年）ユリ（少女時代） 役